# Team Software Process
En combinación con el Personal Software Process (PSP), el llamado Team Software Process (TSP) proporciona un marco de trabajo de procesos definidos que está diseñado para ayudarle a equipos de gerentes e ingenieros a organizar y producir proyectos de software de gran escala, que tengan tamaños mayores a varios miles de líneas de código. El objetivo del TSP es mejorar los niveles de calidad y productividad de un proyecto de desarrollo de software de un equipo, con el fin de ayudarlos a alcanzar los acuerdos de costos y tiempos en dicho desarrollo.
La versión inicial del TSP fue desarrollada por Watts Humphrey en 1996, y el primer Reporte Técnico para TSP fue publicado en el año 2000, patrocinado por el Departamento de Defensa de los Estados Unidos. El libro de Watts Humphrey llamado "Introduction to the Team Software Process" (Addison Wesley Professional, Massachusetts, 1999), presenta el TSP en detalle y se enfoca en el proceso de la construcción de un equipo productor de software, estableciendo objetivos del equipo, distribuyendo los roles, y otras actividades de trabajo en equipo. 

## Funcionamiento TSP
Antes que los ingenieros de software puedan participar en el TSP, se requiere que ya hayan aprendido sobre el Personal Software Process (Proceso Personal de Software), de manera tal que el TSP pueda funcionar de manera adecuada. El TSP comienza con un proceso de cuatro días llamado despegue. El despegue está diseñado para comenzar el proceso de construcción de los equipos y durante este tiempo, los equipos y sus administradores establecen metas, definen roles, evalúan riesgos y producen un plan de equipo. El despegue generalmente se hace con un entrenador específicamente entrenado, o con un líder que ya ha gerenciado varios proyectos que han usado TSP para su desarrollo.

## Publicaciones
- TSP: Leading a Development Team 2005
- TSP: Coaching Development Teams 2005